# Lophophacidium
Lophophacidium är ett släkte av svampar. Lophophacidium ingår i familjen Phacidiaceae, ordningen disksvampar, klassen Leotiomycetes, divisionen sporsäcksvampar och riket svampar.
|                | Allantophomopsis                                                                      |
|                |                                                                                       |
|                | Ceuthospora                                                                           |
|                |                                                                                       |
|                | Phacidium                                                                             |
|                |                                                                                       |
|                | Coma                                                                                  |
|                |                                                                                       |
| Lophophacidium | \| \| Lophophacidium dooksii \| \| \| \| \| \| Lophophacidium hyperboreum \| \| \| \| |
|                | \| \| Lophophacidium dooksii \| \| \| \| \| \| Lophophacidium hyperboreum \| \| \| \| |
|                | Ascocoma                                                                              |
|                |                                                                                       |
|                | Lophophacidium dooksii                                                                |
|                |                                                                                       |
|                | Lophophacidium hyperboreum                                                            |
|                |                                                                                       |

|  | Lophophacidium dooksii     |
|  |                            |
|  | Lophophacidium hyperboreum |
|  |                            |